# Хронофотография

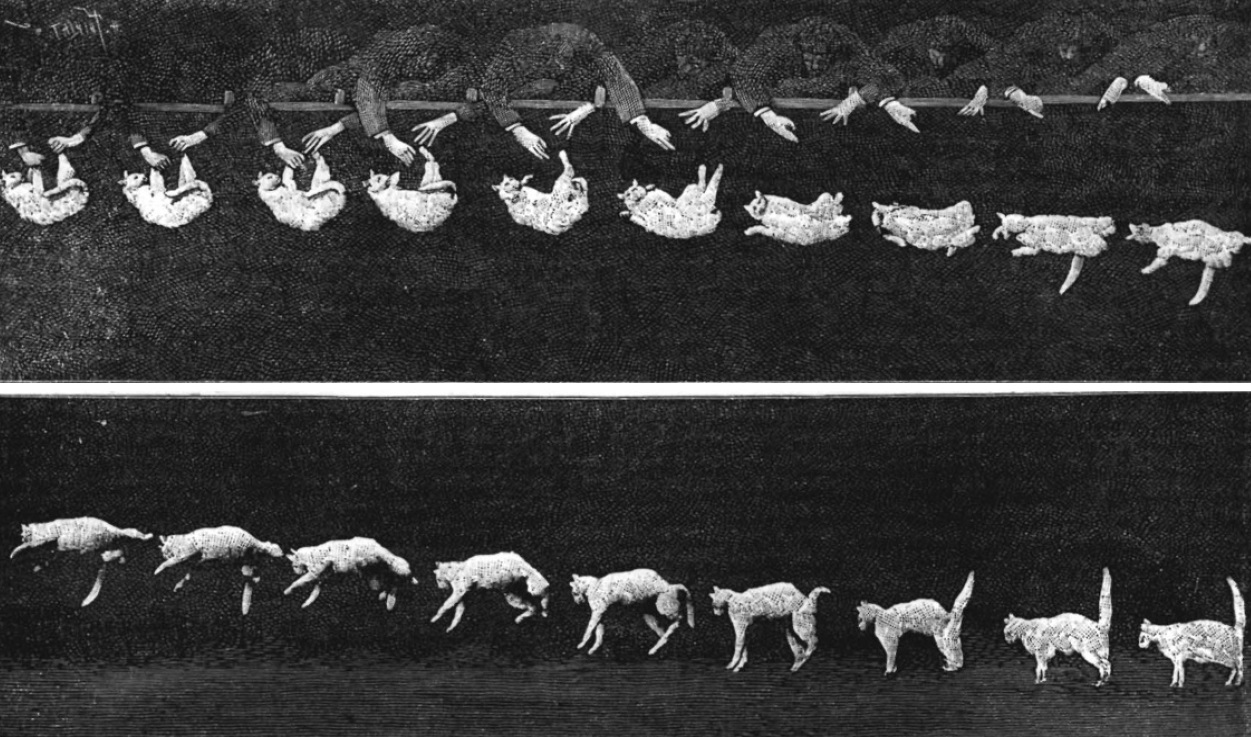
19 последовательных кадров, демонстрирующих умение кошки приземляться на четыре лапы с переворотом в воздухе на 180°. Работа опубликована в 1894 году в журнале Nature, автор — Этьен-Жюль Маре

Хронофотография — разновидность фотографии, позволяющая записывать движение какого-либо объекта при помощи фотосъёмки его отдельных фаз через короткие равные интервалы времени. Полученная серия снимков может быть использована для изучения движения или создания движущегося изображения с помощью других технологий, таких как зупраксископ или праксиноскоп. Хронофотография стала промежуточным этапом в процессе изобретения современного кинематографа и позволила понять основные принципы записи движущегося изображения.

## Историческая справка

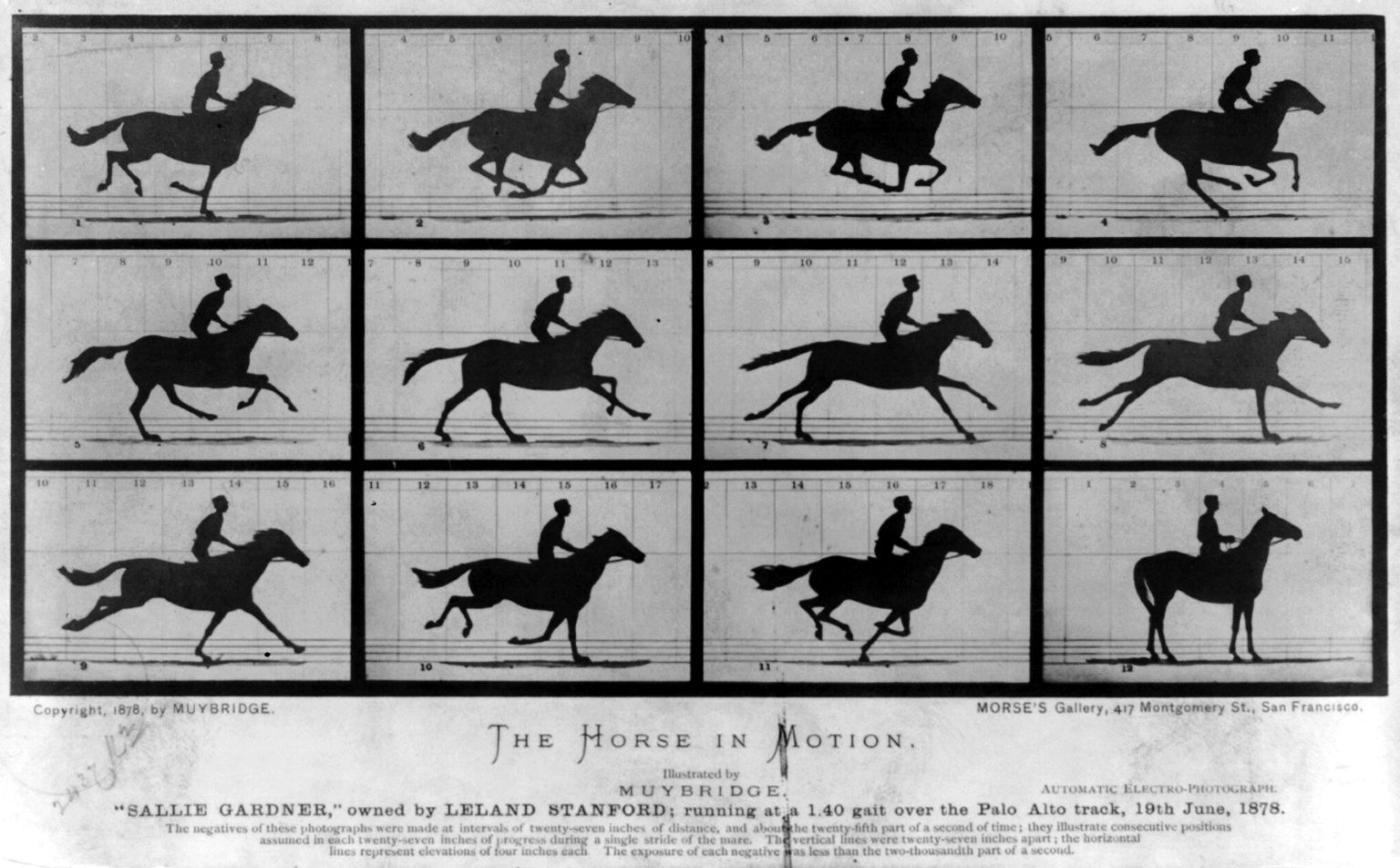
Хронофотографический снимок «Салли Гарднер в галопе», 1878 год

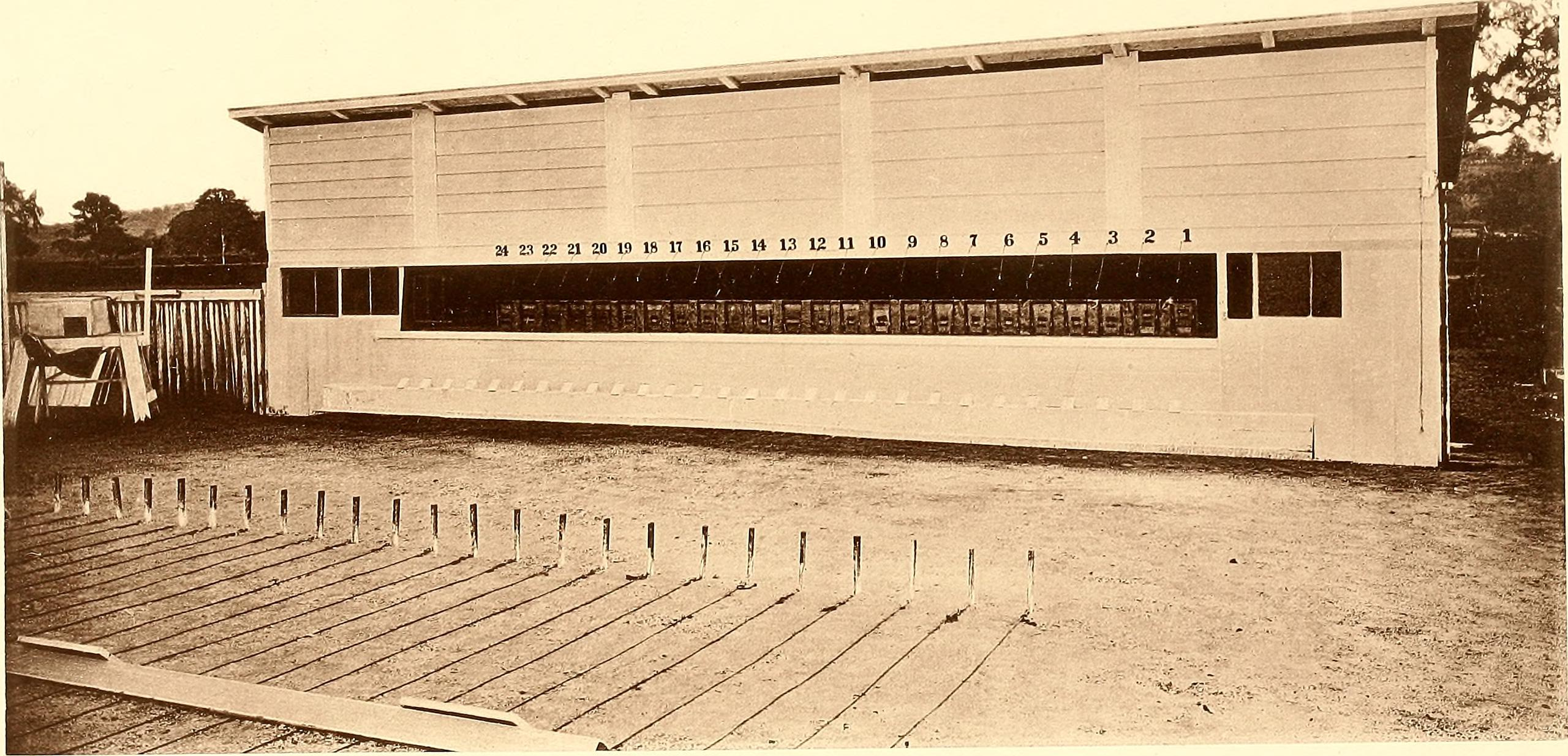
«Фотодром» Мэйбриджа в Пало-Алто

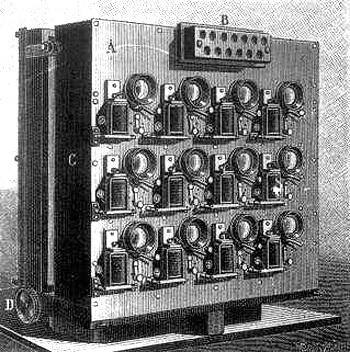
Хронофотографический аппарат Лонда с 12 объективами. 1891 год

Термин «хронофотография» впервые использован французским физиологом Этьеном-Жюлем Марэ (фр. Etienne-Jules Marey), применявшим технологию для изучения движения животных и птиц. Появление хронофотографии стало возможным благодаря совершенствованию технологий традиционной фотографии и повышению светочувствительности фотоматериалов до уровня, необходимого для моментальных выдержек, составляющих доли секунды. Этому предшествовали попытки некоторых фотографов создавать «движущиеся картинки», последовательно фотографируя людей в разных неподвижных позах, имитирующих различные фазы движения. При этом выдержки могли быть сравнительно большими. Появление новейших чувствительных фотоэмульсий и быстродействующих фотозатворов было сразу использовано для получения подлинных снимков движения.
Первый успешный опыт хронофотографии осуществил фотограф Эдвард Мэйбридж (англ. Eadweard Muybridge), нанятый для разрешения спора бывшего губернатора Калифорнии Леланда Стэнфорда с двумя любителями скачек Джеймсом Кейном и Фредериком Мак-Креллишем. Предметом пари на 25 тысяч долларов стал вопрос о том, отрывает ли лошадь во время галопа все четыре ноги от земли одновременно. Для экспериментов, которые Мэйбридж проводил с 1874 года, Стэнфорд на своей ферме в Пало-Алто построил «фотодром». Вдоль бегового трека с одной стороны располагалась длинная белая стена, а с другой — 12 кабин с фотоаппаратами. К самым быстродействующим для того времени гильотинным затворам всех фотоаппаратов присоединялись нити, протянутые поперёк трека через равные промежутки. Пробегающая лошадь разрывала ногами нити, поочерёдно приводя в действие фотоаппараты, каждый из которых фиксировал отдельную фазу движения с выдержкой в 1/25 секунды.
Для фотосъёмки использовался мокрый коллодионный фотопроцесс, требующий приготовления фотопластинок непосредственно перед съёмкой и их немедленного проявления. Отдельные кабины для фотоаппаратов предназначались для того, чтобы 12 помощников одновременно обрабатывали фотоматериал для съёмки. Их работа начиналась по сигнальному свистку, обеспечивая синхронную готовность. Результатом опыта стала серия фотографий, зафиксировавших отдельные фазы движения лошади по кличке Сэлли Гарднер, на одной из которых отчётливо виден момент отрыва всех четырёх ног.
Израсходовав на эксперименты в общей сложности 40 тысяч долларов, Мэйбридж значительно улучшил качество съёмки, использовав новейшие сухие желатиносеребряные фотопластинки, не требующие команды ассистентов, и доведя число фотоаппаратов до 24. Наибольшую известность получила серия снимков 1879 года под названием «Леланд Стэнфорд младший верхом на пони Джипси». Полученные фотографии использовались для научного анализа движения, а также могли наноситься на барабан зоотропа, позволяя наблюдать движущееся изображение. Изобретатель усовершенствовал и эту технологию, сконструировав зупраксископ. Успех опытов Мэйбриджа был неожиданным для него самого: до сих пор никто не видел настолько точного документирования движения. Опыты по применению хронофотографии стали массово повторять в других странах, изобретая новые устройства для фиксации движения фотоспособом.
В 1882 году Этьен-Жюль Маре, изучавший с помощью хронофотографии движения животных, разработал фоторужьё, снимавшее до 12 кадров в секунду на вращающуюся восьмиугольную фотопластинку. Через год Альберт Лонд, работавший ассистентом у невролога Жана Шарко (фр. Jean-Martin Charcot), создал аппарат для хронофотографии с девятью объективами, расположенными по кругу, и дисковым щелевым затвором. Диск с узкой щелью вращался за объективами, последовательно экспонируя 9 снимков 3×3 сантиметра на фотопластинке формата 13×18 сантиметров. Камера использовалась для изучения мимики пациентов, больных истерией и другими психическими расстройствами. Спустя 8 лет Лонд разработал новую хронофотографическую камеру с 12 объективами, расположенными в три ряда напротив фотопластинки формата 24×30 сантиметров. В последней конструкции, благодаря электроспуску интервал между снимками не превышал 1/10 секунды.
Появление гибкой рулонной фотобумаги, а затем целлулоидной плёнки, позволило создать хронофотографические камеры, ставшие прообразами киносъёмочного аппарата. Первыми такие устройства практически одновременно изобрели Луи Лепренс (фр. Louis Aimé Augustin Le Prince) и Уильям Фриз-Грин (англ. William Friese-Greene), получившие соответствующие патенты в 1889 году.

## Использование

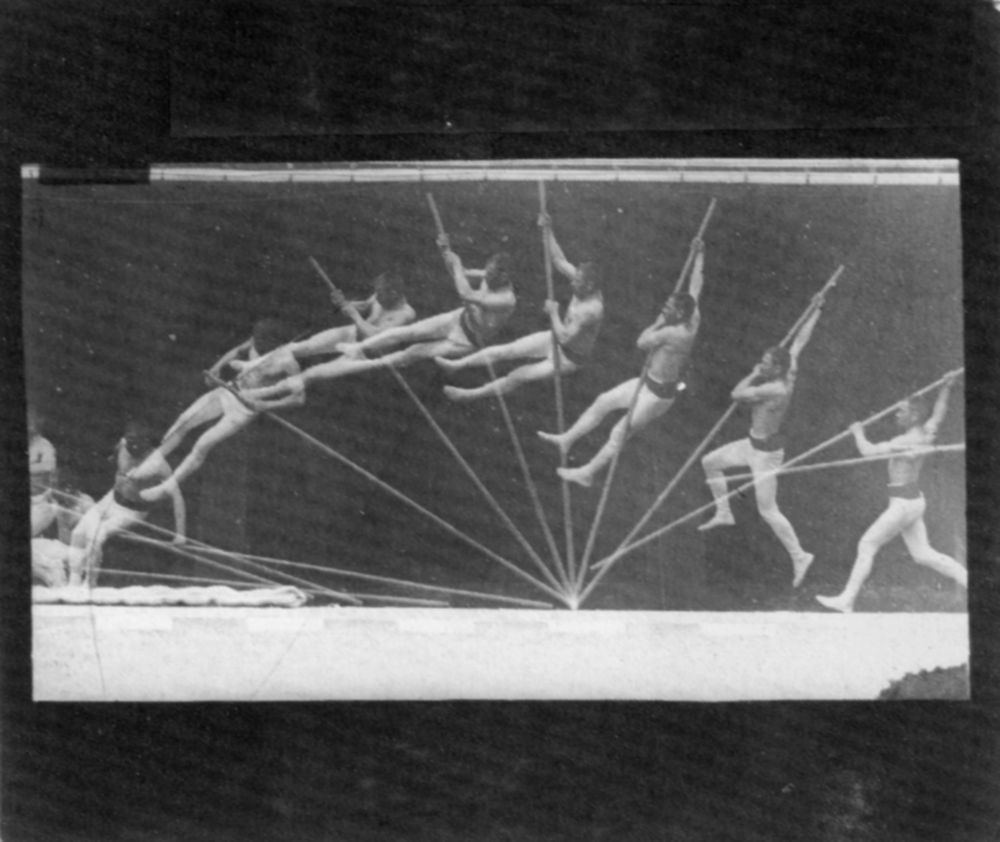
Хронофотография прыжка с шестом на общем снимке Этьен-Жюля Марэ

Изначально хронофотография создавалась для детального изучения быстрых движений различных объектов, главным образом, человека и животных. Позднее технология использовалась в судебной практике и для фиксации результатов спортивных состязаний. Хронофотографический снимок представляет собой набор из нескольких фотографий, собранных на одном отпечатке (негативе) или изготовленных отдельно друг от друга. Каждый из отдельных снимков фиксирует объект съёмки в одной фазе движения. В случае съёмки методом мультиэкспозиции все фазы размещаются на одном общем снимке, отображая разные положения объекта съёмки относительно неподвижных предметов. Одним из наиболее известных снимков такого рода стала фотография Гарольда Эджертона, на которой при помощи стробоскопического источника импульсного освещения зафиксированы несколько десятков фаз движения игрока в гольф, бьющего клюшкой по мячу.
Сравнивая фотографии соседних фаз движения, можно с высокой точностью рассчитать скорости и направления перемещений в любой момент времени. Кроме того, хронофотография впервые позволила понять суть многих быстропротекающих процессов, которые глаз неспособен рассмотреть в подробностях. Одним из наиболее известных хронофотографических снимков в 1894 году стала «Падающая кошка», где отчётливо видно, каким образом животное приземляется на лапы. Анализ и измерения не требовали обратного синтеза движущегося изображения, используя только отдельные фотографии. Наклейка снимков серии на барабан зоопраксископа Мэйбриджа или электротахископа Аншютца позволяла получить движущееся изображение, совпадающее с отснятым. Подобные аттракционы быстро завоевали популярность, едва появившись. Дальнейшее совершенствование устройств синтеза движущегося изображения на основе хронофотографий послужило толчком для создания средств кинематографа.